# Prefecturas mambisas
Las prefecturas mambisas fueron las organizaciones de retaguardia que garantizaron gran cantidad de recursos para la lucha en las guerras desarrolladas en Cuba 1868-1878 y 1895-1898.

## Estructura
Las prefecturas se organizaban el lugares bien apartados para evitar su ataque por parte de las fuerzas españolas y a su vez lo bastante cercano para que fuese fácil el abastecimiento de las tropas que combatían. Dentro de todas las tareas que desarrollaban estaban las de reparaciones de todo tipo, ya sea de calzado, monturas, machetes y fusiles. También realizaban una ardua tarea en la búsqueda y recolección de alimentos para las tropas mambisas. Eran además los responsables del correo militar y de la vigilancia de la costa. Además de las prefecturas centrales; estas podían tener subprefecturas en aras de facilitar los trabajos.
- Datos: Q6084263